# Filó d'Enos
Filó (en llatí Philon, en grec antic Φίλων) fou un mercenari grec nadiu d'Enos a Tessàlia, al servei d'Alexandre el Gran, que havia situat els mercenaris a l'alta Àsia.
A la mort del rei, els mercenaris desitjosos de tornar al seu país, van abandonar les colònies i es van reunir en nombre de vint mil infants i tres mil cavallers elegint per cap a Filó. Van ser derrotats per Pitó enviat contra ells pel regent Perdicas d'Orèstia. Els que van quedar vius es van sotmetre, però van ser massacrats bàrbarament pels macedonis complit les ordres estrictes de Perdicas, segons Diodor de Sicília. Segurament en aquests fets va morir el mateix Filó tot i que la seva mort no s'esmenta expressament.